# (8373) Стивенгулд
(8373) Стивенгулд (лат. Stephengould) — двойной астероид внешней части главного пояса, который входит в состав семейства Гриквы. Он был открыт 1 января 1992 года американскими астрономами Кэролин Шумейкер и Юджином Шумейкер в Паломарской обсерватории и назван в честь американского палеонтолога Стивена Гулда.

Орбита астероида Стивенгулд и его положение в Солнечной системе

Астероид характеризуется большим наклоном орбиты (свыше 40 °) и занимает по этому показателю второе место среди первых 10 000 астероидов, уступая лишь астероиду (2938) Хопи. Кроме того, данное тело входит в число немногих астероидов, находящихся в зоне действия сильнейшего орбитального резонанса с Юпитером 2:1.
Также в 2010 году у данного астероида был обнаружен небольшой спутник, диаметром 1,43 км, который вращается вокруг него по орбите радиусом около 15 км с периодом 1 сутки 10 часов и 9 минут.